# 勝利のユディータ

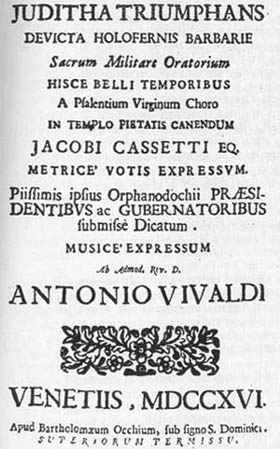
初版の表紙

『蛮族の王ホロフェルネスを討伐した勝利のユディータ』（ばんぞくのおうホロフェルネスをとうばつしたしょうりのユディータ、Juditha triumphans devicta Holofernis barbarie）RV644は、アントニオ・ヴィヴァルディ作曲のオラトリオ。ピエタ音楽院のために1716年に作曲したもので、ヴィヴァルディのオラトリオの中で唯一現存するものである。歌詞はラテン語で書かれている。

## あらすじ
あらすじの詳細はユディト記を参照。

## 使用楽器
ヴィヴァルディが自筆譜の中で指定している楽器は以下の通りである。
- ヴァイオリン
- ヴィオラ
- チェロ
- ヴィオラ・ダモーレ
- コントラバス
- フルート
- オーボエ
- クラリネット
- シャルモー（クラリネットの原型）
- トランペット
- ティンパニ
- チェンバロ
- リュート
- テオルボ
- マンドリン
- オルガン

## 主な楽曲
- 松明と蛇で武装して(Armatae face et anguibus)
  - ホロフェルネスに仕える宦官･ヴァガウスのアリア。

## シンフォニア
このオラトリオの自筆譜には、冒頭のシンフォニアが欠けているため、演奏者によりさまざまなシンフォニアを充てる自由がある。デ・マルキは、さまざまな楽器を伴奏部に持つヴァイオリン協奏曲（合奏協奏曲ではない）RV562aを充てたが、これは年代的に問題である。1738年にアムステルダムの劇場百周年祭で演奏されたこの曲は、それより20年前ほどに作曲され、ヴィヴァルディの愛弟子のひとりピゼンデルの筆写譜でも伝わるRV562『聖ロレンツォの祝日のために』を原曲としているので、年代的にもこちらを選ぶべきであった。タルボットが指摘するように、このオラトリオのシンフォニアはニ長調でなければならないので、その意味では、どちらもその条件だけは満たしている。

## 関連作品
ヴィヴァルディのほかのオラトリオ（すべて散逸）
- ファラオの神モイゼ　RV643（消失）
- 東方三博士による嬰児イエスの礼讃　RV645（消失）
- 教皇ピウス5世の予言した海戦の勝利　RV782（消失）